# Justizzentrum Eike von Repgow

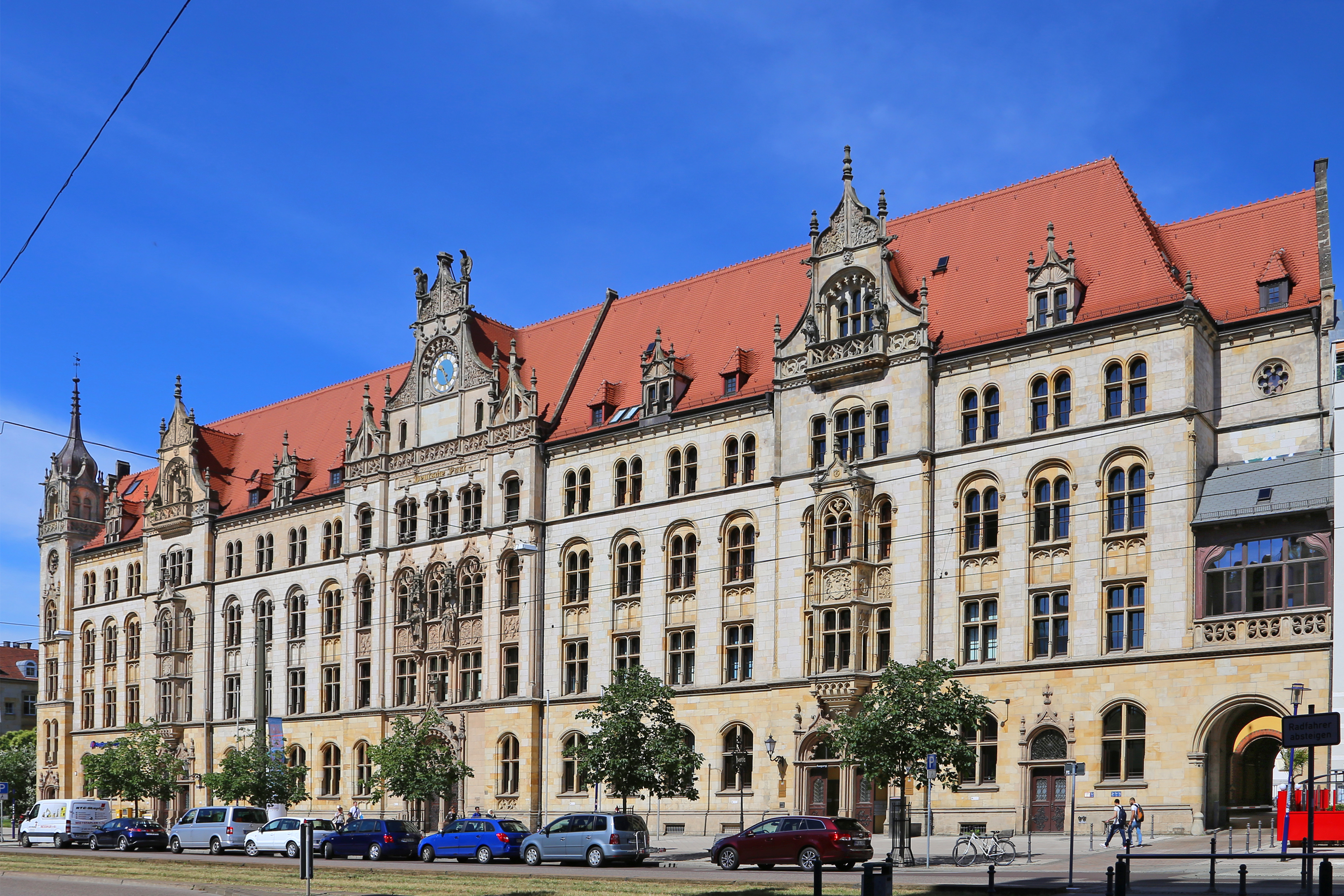
Justizzentrum Eike von Repgow

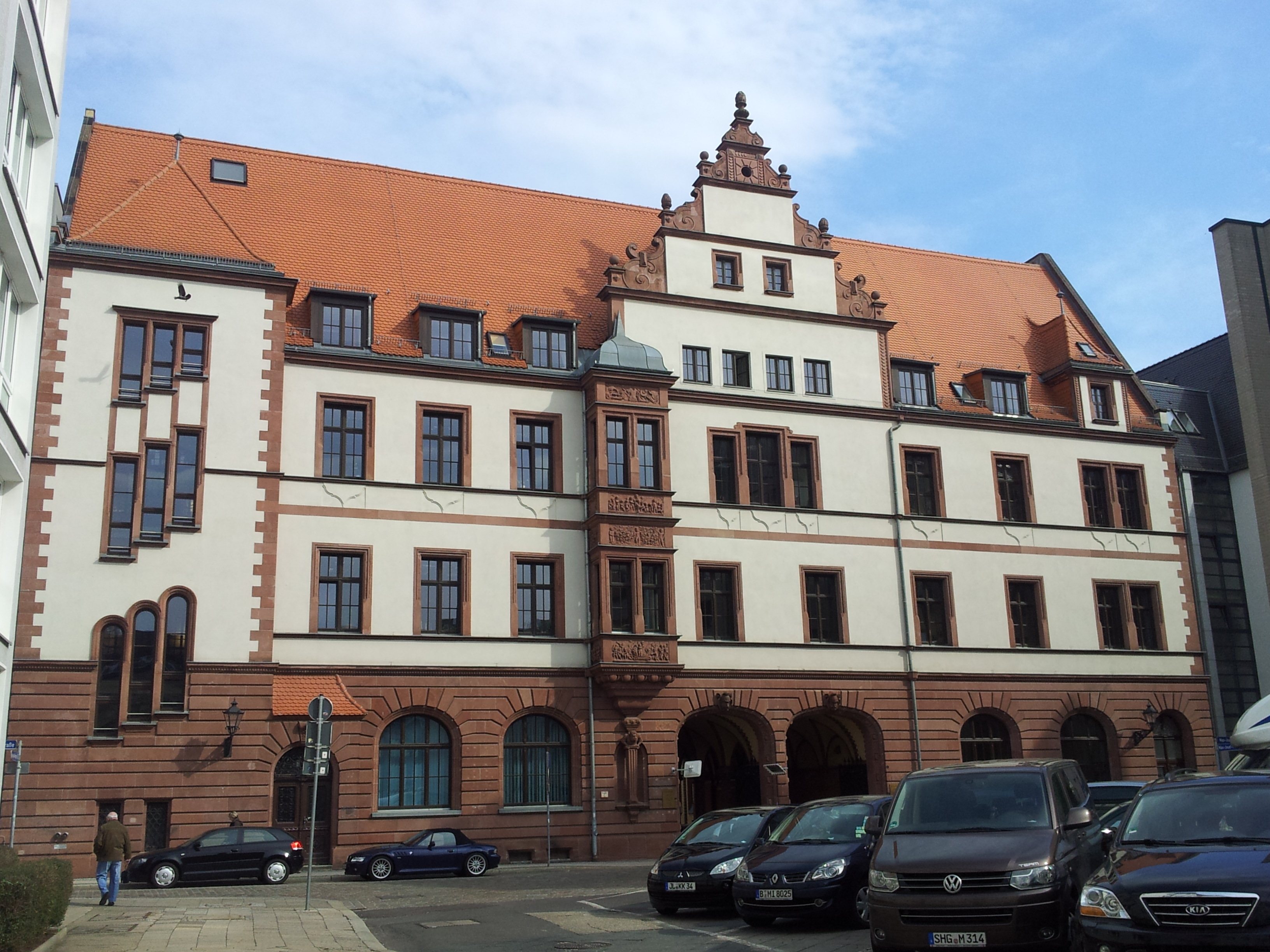
Gebäudeansicht an der Max-Josef-Metzger-Straße

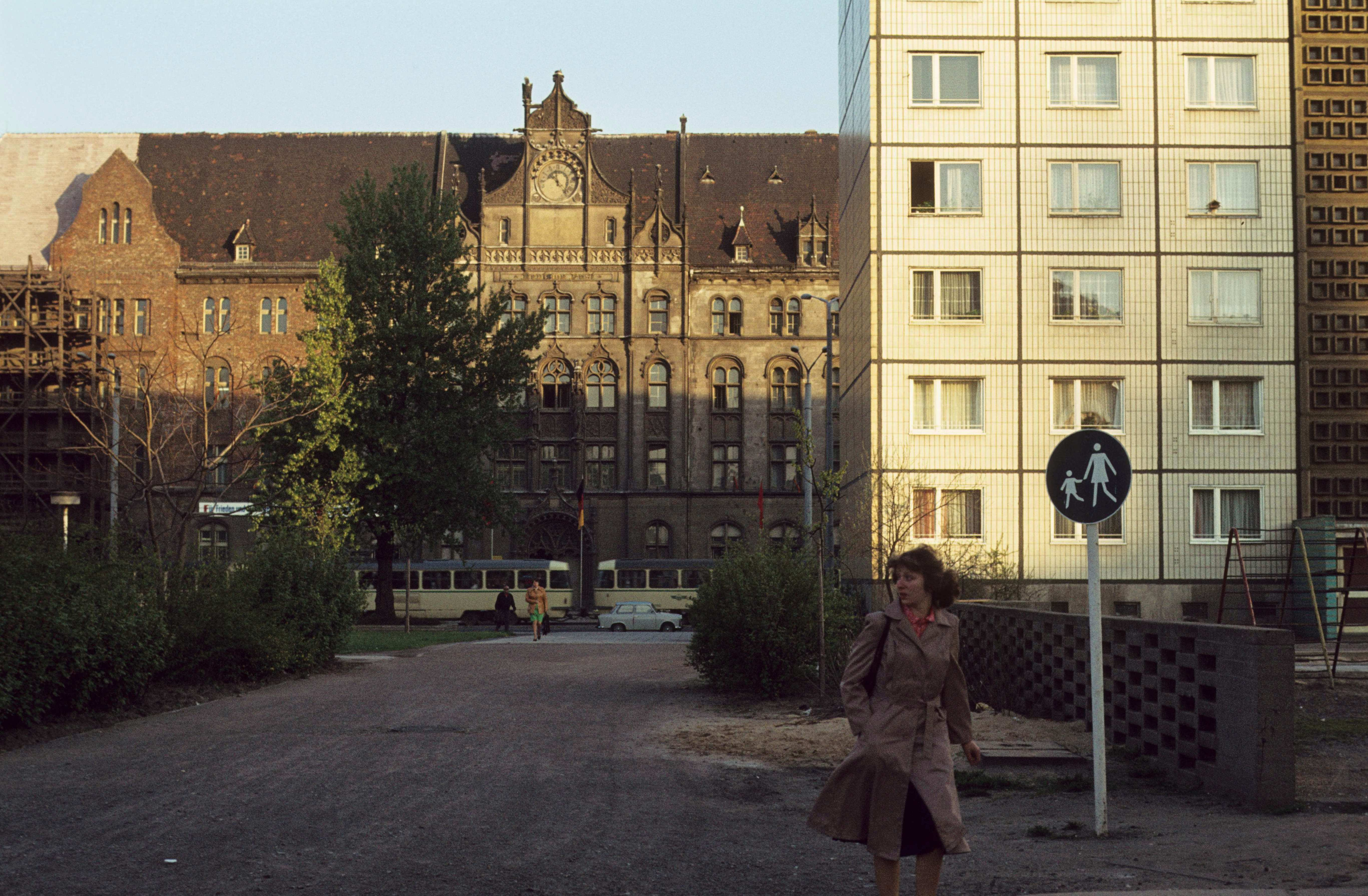
Gebäude im Jahr 1980

Das Justizzentrum Eike von Repgow ist der gemeinsame Sitz mehrerer Gerichte sowie der Staatsanwaltschaft in Magdeburg.
Im Justizzentrum sind das Amtsgericht Magdeburg, das Sozialgericht Magdeburg, das Arbeitsgericht Magdeburg, das Verwaltungsgericht Magdeburg, das Oberverwaltungsgericht Magdeburg und die Staatsanwaltschaft Magdeburg ansässig. Seit dem Jahr 2009 ist das Justizzentrum nach dem in Magdeburg im Mittelalter wirkenden Rechtsgelehrten Eike von Repgow benannt. Das Zentrum befindet sich in der Magdeburger Altstadt am Breiten Weg 203–206. Nördlich grenzt der denkmalgeschützte Domkeller an.

## Geschichte und Architektur

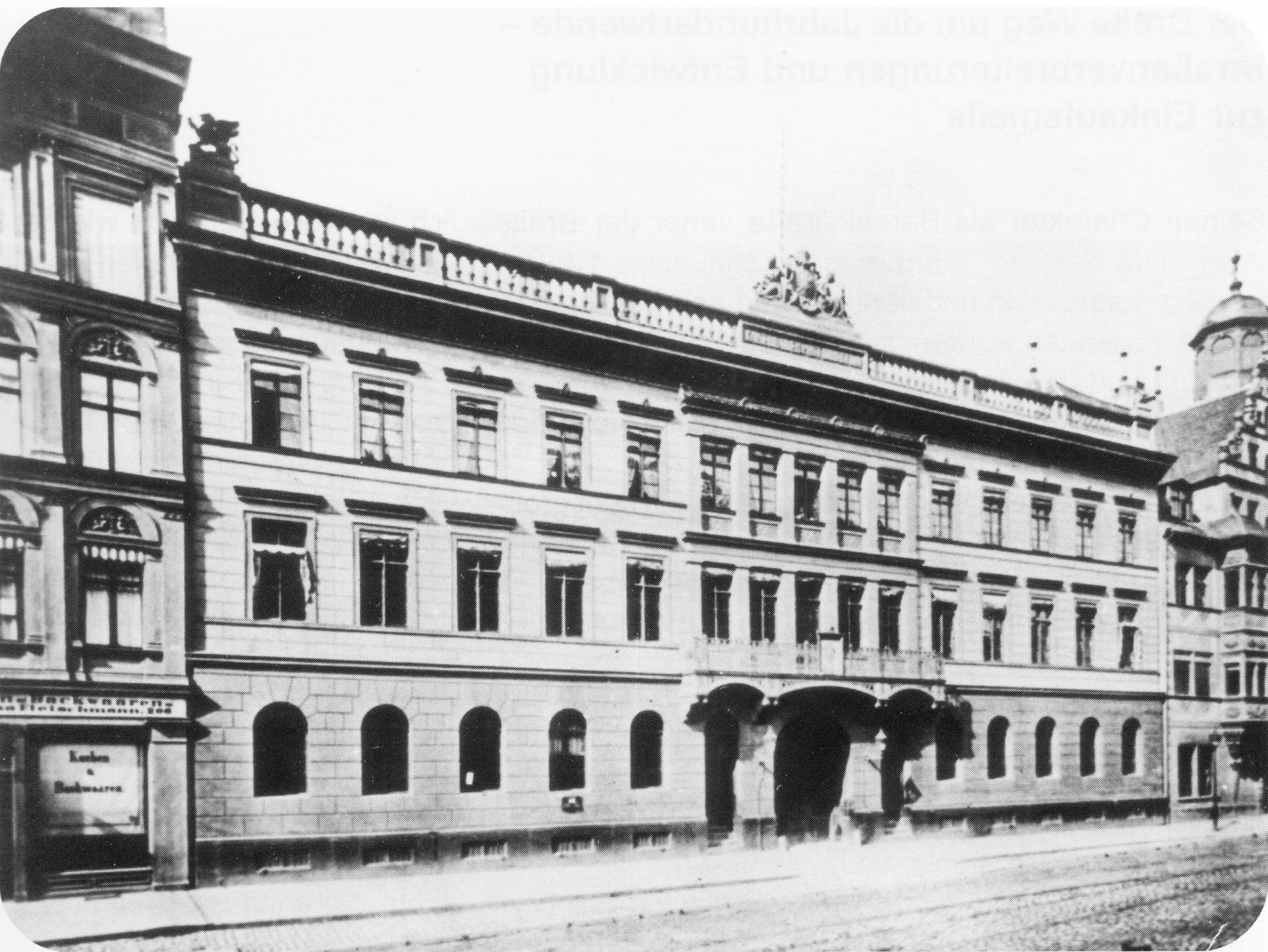
Vorgängergebäude vor 1895, ebenfalls als Postamt genutzt

Das historistische, viergeschossige Gebäude, in dem sich das Justizzentrum befindet, wurde 1895–1899 von der Reichspost im Zuge einer Zentralisierung errichtet und diente über mehr als 100 Jahre als Hauptpostamt der Stadt. Auch aktuell (Stand 2025) ist im südlichen Teil des Gebäudes eine große Filiale der Deutsche Post AG untergebracht. Die Pläne des Gebäudes wurden in der Bauabteilung der Reichspost unter Leitung von Ernst Hake erstellt und die Ausführung unter dem für die Oberpostdirektion Magdeburg tätigen Postbauinspektor Paul Sell (1852–1938?) erarbeitet. Auch ein Architekt Schöne wird genannt. Der Bau war zur Bauzeit stark umstritten, da dafür das Rochsche Haus von 1595 und die St.-Pauli-Kirche der deutsch-reformierten Gemeinde, die Taufkirche des späteren Generals Friedrich Wilhelm von Steuben, abgerissen wurden. Die Inbetriebnahme des Postgebäudes erfolgte am 7. Dezember 1899.
Das aus vier Flügeln bestehende, sehr große Gebäude wurde in Anlehnung an den Stil der niederländischen Spätgotik und Renaissance gebaut. Durch seine Größe und das schlossartige Gepräge ist es das dominierende Gebäude am südlichen Breiten Weg, der historischen Hauptstraße der Stadt. Die zum Breiten Weg zeigende Fassade ist mit Werksteinplatten aus Sandstein verkleidet und üppig gotisierend dekoriert. Drei flache Risalite werden jeweils von einem Schweifgiebel bekrönt. Der breite mittlere Risalit ist mit figürlichem Dekor versehen, das Kaiser Otto I. und seine Frau Editha darstellt. Die schmaleren Risalite verfügen über polygonale Erker mit Maßwerk, die Eingangsbereiche über neogotische Rippengewölbe. An der südlichen Ecke steht ein im Grundriss fast quadratischer Turm, der als Isolatorenturm für die hier zusammenlaufenden Telegrafen- und Telefon-Leitungen diente.

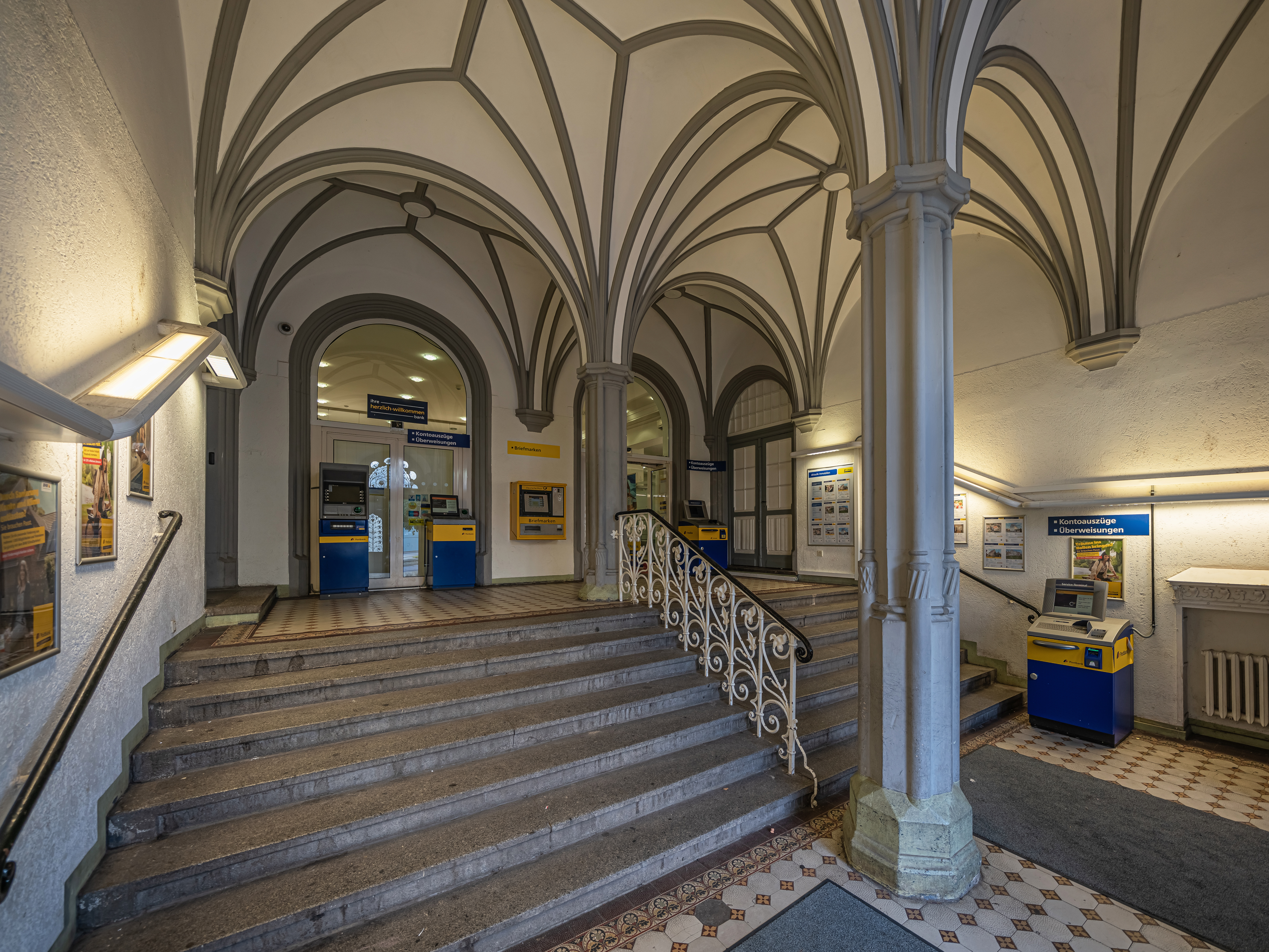
Interieur

Die Fassaden der Süd- und Westseite wurden im Stil der „deutschen Renaissance“ mit verputzten Flächen und roten Sandstein-Gliederungen erstellt. Bemerkenswert ist dabei vor allem die zur Max-Josef-Metzger-Straße zeigende Westfassade. In Reaktion auf die Kritik am beabsichtigten Abriss des Rochschen Hauses hatte man gegenüber der Öffentlichkeit eine Fassadengestaltung nach dem Vorbild des Gebäudes versprochen und setzte dies auf der Rückseite des Gebäudes in Teilen um. Die dort befindlichen Durchfahrten und der mit Reliefdekor versehene kastenartige Erker lehnen sich frei an das Vorbild des Rochschen Hauses an. Im Übrigen trägt diese Fassade ebenfalls eine Werksteingliederung. Es entstand ein dreigeschossiger Putzbau mit einem großen Ziergiebel, darunter eine tonnengewölbte, von Säulen in zwei Fahrbahnen geteilte Durchfahrt zum Innenhof. Die Tonnengewölbe sind von Stichkappen durchbrochen. Dazu seitlich versetzt steht ein zweigeschossiger Gebäudeteil mit hohem Volutengiebel. Der Erker ist mit figürlichem Dekor verziert. Nördlich hiervon schließt sich ein um 1900 entstandener, zwei- bis dreigeschossiger verputzter Gebäudeteil mit Segmentbogenfenstern an, der ursprünglich als Pferdestall und Remise diente.
Das Gebäude trug im Zweiten Weltkrieg zwar Schäden davon, blieb jedoch im Wesentlichen erhalten. Von 1974 bis 1986 wurde die Sandsteinfassade restauriert und die hier noch bestehenden Kriegsschäden beseitigt. Im ersten Jahrzehnt des 21. Jahrhunderts erfolgte dann der Umbau zum Justizzentrum, in das die bis dahin über das Magdeburger Stadtgebiet verstreuten Gerichte (bis auf das Landgericht) und die Staatsanwaltschaft zentral untergebracht wurden.

## Gedenktafeln

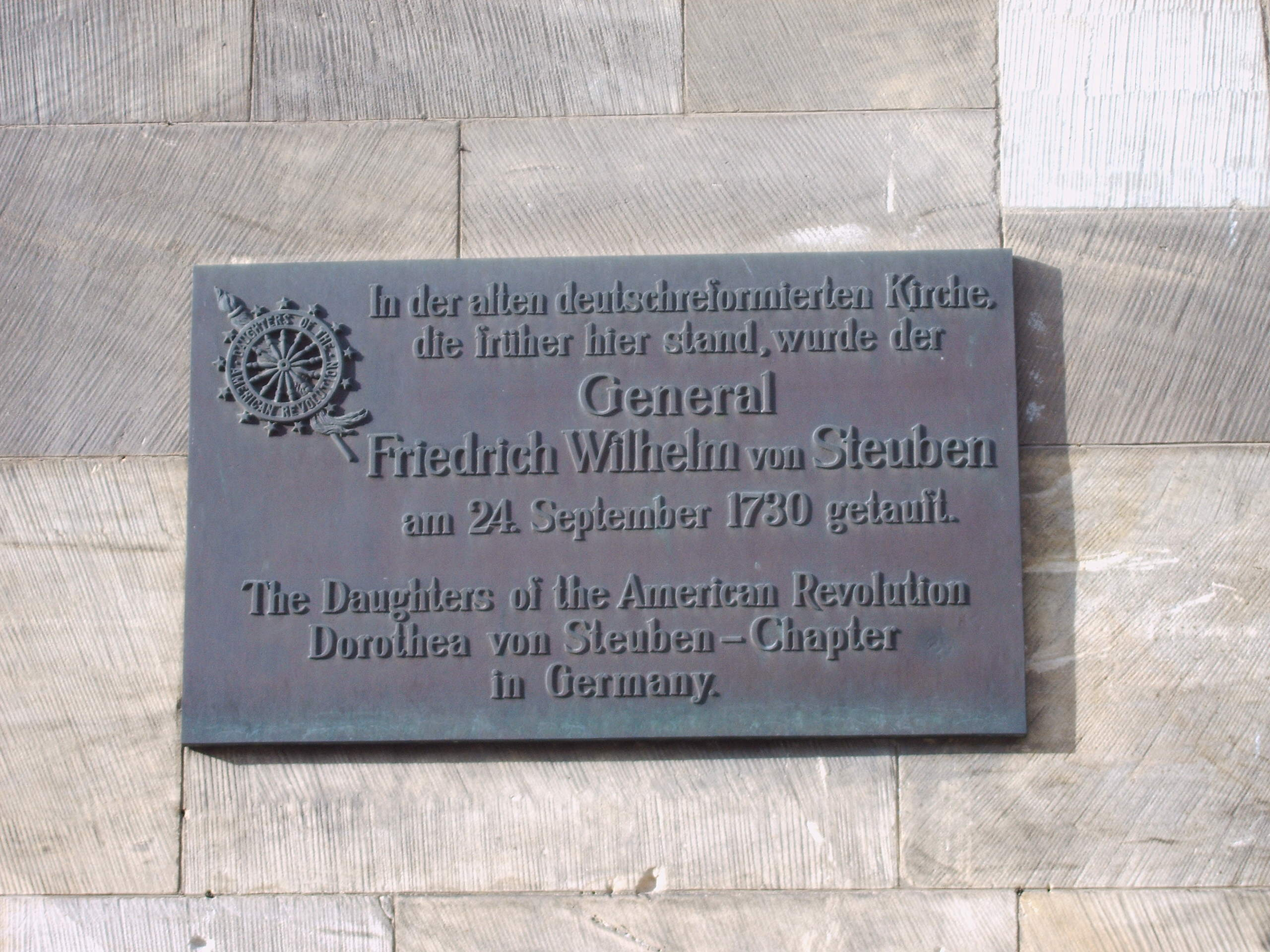
Gedenktafel zur Erinnerung an Steubens Taufe

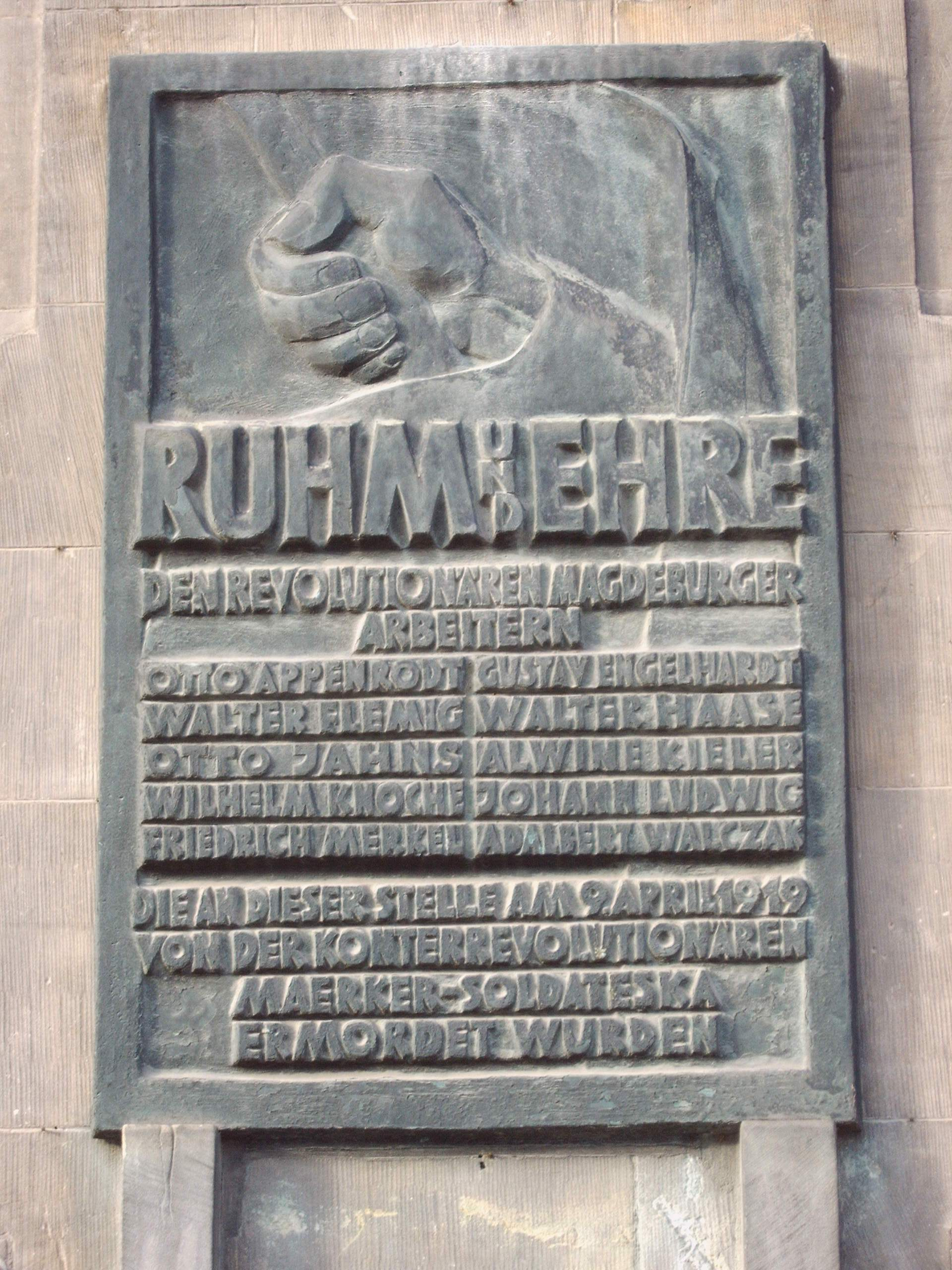
Gedenktafel für die Opfer des 9. April 1919

### Steubentafel
An der Hauptfassade befinden sich zwei Gedenktafeln. Die nördliche stammt aus dem Jahr 1937 und erinnert an den Standort der Taufkirche Steubens, die 1890 an die Reichspost verkaufte und daraufhin abgerissene St.-Pauli-Kirche, vormals Teil eines Dominikanerklosters, das ab 1698 von der deutsch-reformierten Gemeinde genutzt wurde. Die Gedenktafel war ein Gastgeschenk der National Society Daughters of the American Revolution und wurde dem damaligen Oberbürgermeister überreicht. Sie trägt die Inschrift: In der alten deutschreformierten Kirche, die früher hier stand, wurde der General Friedrich Wilhelm von Steuben am 24. September 1730 getauft. The Daughters of the American Revolution Dorothea von Steuben-Chapter in Germany.

### Ruhm und Ehre
Die weiter südlich in den 1960er Jahren angebrachte Tafel wurde vom Bildhauer Walter Bischof geschaffen; sie erinnert an die Menschen, die bei einer Kundgebung streikender Arbeiter am 9. April 1919 von einer Kompanie des Freikorps „Landesjäger“ unter Befehl von General Georg Ludwig Rudolf Maercker erschossen wurden. Im oberen Teil der Tafel wird eine Fahne von einer Faust gehalten. Darunter die Inschrift: Ruhm und Ehre den revolutionären Magdeburger Arbeitern, die an dieser Stelle am 9. April 1919 von der konterrevolutionären Maerker-Soldateska ermordet wurden. Dazwischen befinden sich die Namen der Erschossenen: Otto Appenrodt, Gustav Engelhardt, Walter Flemig, Walter Haase, Otto Jahns, Alwine Kieler, Wilhelm Knoche, Johann Ludwig, Friedrich Merkel, Adalbert Walczak.